# Angophora subvelutina

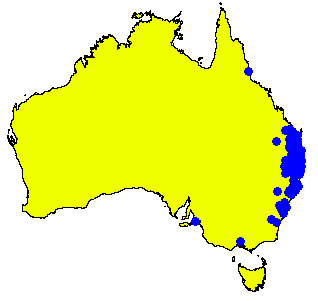
Vorkommen von Angophora subvelutina

Angophora subvelutina ist eine Pflanzenart innerhalb der Familie der Myrtengewächse (Myrtaceae). Sie kommt an der Ostküste von New South Wales vor und wird dort „Broad-leaved Apple“, „Broadleaf Apple“, „Apple“ oder „Apple-tree“ genannt.

## Beschreibung

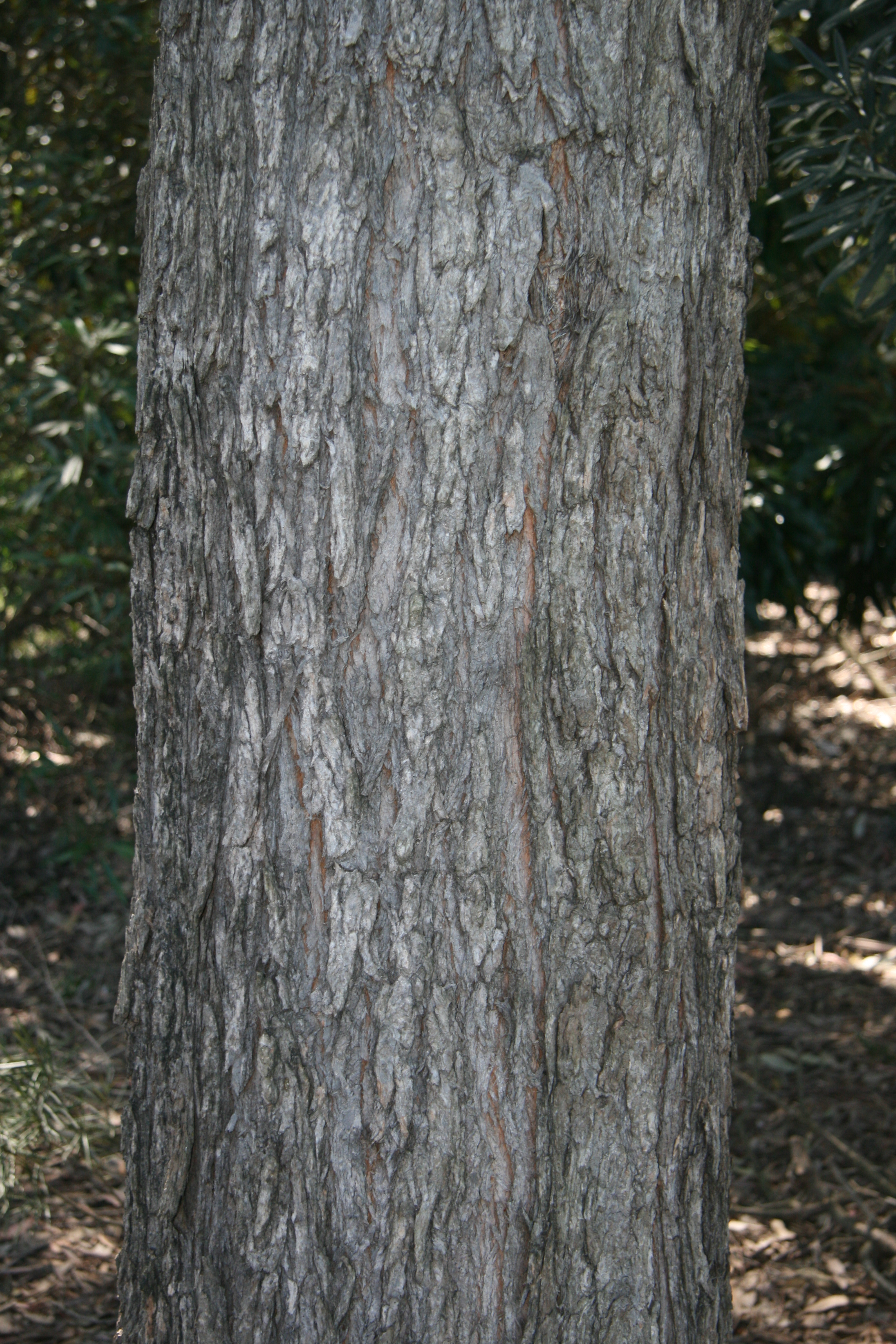
Stamm und Borke

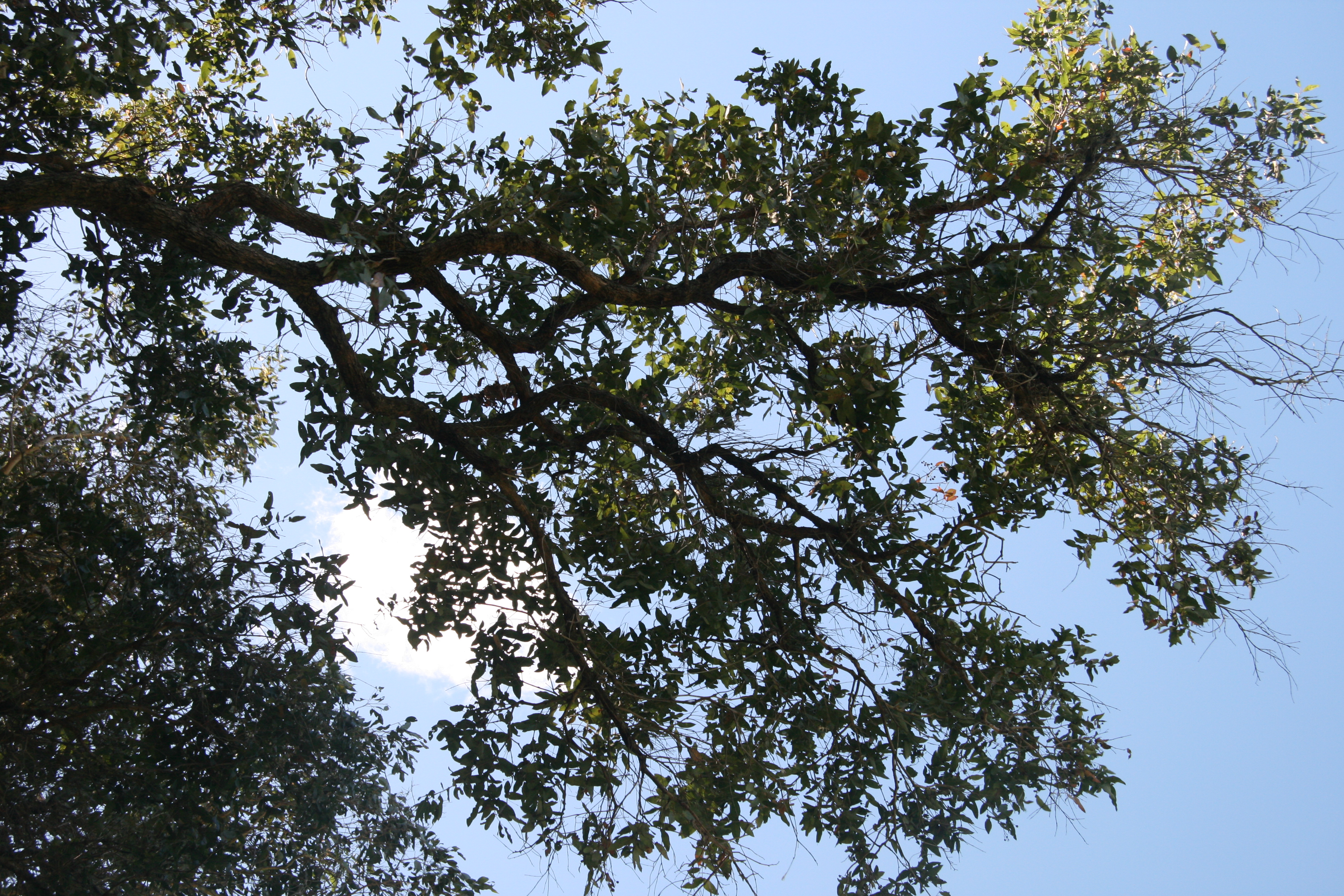
Laubblätter

### Erscheinungsbild und Blatt
Angophora subvelutina wächst als Baum, der Wuchshöhen von bis zu 20 Meter erreicht. Die Borke verbleibt am gesamten Baum, ist grau oder blassbraun und kurzfasrig.
Bei Angophora subvelutina liegt Heterophyllie vor. Die einfachen Laubblätter sind immer gegenständig an den Zweigen angeordnet. Die sitzenden Laubblätter an jungen Exemplaren sind länglich; sie besitzen steife, einfache Haare sowie borstige Drüsenhaaren (Trichome). An mittelalten Exemplaren sind die Laubblätter gerade, ganzrandig und matt grün. Die Laubblätter an erwachsenen Exemplaren sind in Blattstiel und Blattspreite gegliedert. Ihr Blattstiel ist – soweit vorhanden – bis zu 2 mm lang. Ihre einfache, steif behaarte Blattspreite ist bei einer Länge von 7 bis 10 cm und einer Breite von 3 bis 5 cm eiförmig oder länglich mit herzförmigem Spreitengrund und spitzem oberen Ende. Die Blattoberseite und -unterseite ist verschieden gefärbt. Die Seitennerven stehen in engen Abständen in einem stumpfen Winkel zum Mittelnerv. Die Keimblätter (Kotyledonen) sind fast kreisförmig.

### Blütenstand und Blüte
Endständig auf einem 9 bis 30 mm langen, steif behaarten Blütenstandsschaft stehen in zusammengesetzten Gesamtblütenständen mehrere Teilblütenstände. Der Blütenstiel ist 3 bis 10 mm lang. Die Blütenknospen besitzen eine Länge und einen Durchmesser von je 4 bis 7 mm. Die zwittrigen Blüten sind cremeweiß. Der Blütenbecher (Hypanthium) ist gerippt. Die vier Kelchblätter sind zu vier Kelchzähnen auf dem Blütenbecher reduziert. Die vier Kronblätter besitzen eine Breite von etwa 3 mm sowie eine Länge von 3 bis 4 mm.

### Frucht und Samen
Die gestielte Frucht ist bei einer Länge sowie einem Durchmesser von je 7 bis 10 mm eiförmig und oft verjüngt sie sich zur Spitze hin. Der Diskus ist flach und vom Rand des Blütenbechers verdeckt oder auch eingedrückt. Die Fruchtfächer sind eingeschlossen. Die kniescheibenförmigen Samen sind regelmäßig und abgeflacht, glatt und seidenmatt rot.

## Vorkommen
Angophora subvelutina ist nur in Queensland und New South Wales beheimatet. Das Verbreitungsgebiet von Angophora subvelutina befindet sich an der Ostküste Australiens, im nördlichen und zentralen Tafelland und in der Great Dividing Range, von Bundaberg im Norden bis Araluen im Süden. Angophora subvelutina kommt weitverbreitet verstreut und örtlich auch häufig vor.
Angophora subvelutina gedeiht hauptsächlich auf tiefen Schwemmlandböden.

## Taxonomie
Die Erstbeschreibung von Angophora subvelutina erfolgte 1858 durch Ferdinand von Mueller in Fragmenta Phytographiae Australiae, Volume 1 (2), S. 31. Das Typusmaterial weist die Beschriftung „In pratis ad flumina Brisbane, Burnett et Boyd-River, ubi „Apple Gum Tree“ vocatur“ auf. Das Artepitheton subvelutina ist aus dem Lateinischen abgeleitet und bedeutet „fast samtartig“. Synonyme für Angophora subvelutina F.Muell. sind Angophora velutina F.Muell. orth. var. und Eucalyptus subvelutina (F.Muell.) Brooker.